# Коді Міллер
Коді Міллер (англ. Cody Miller, нар. 9 січня 1992, Біллінгс, Монтана, США) — американський плавець,  олімпійський чемпіон та бронзовий призер Олімпійських ігор 2016 року.

## Виступи на Олімпійських іграх
| Олімпіада | Дисципліна         | Місце |
| --------- | ------------------ | ----- |
| Ріо 2016  | 100 м брасом       | 3     |
| Ріо 2016  | 4×100 м комплексом | 1     |